# パクパ
ドグン・チューギェン・パクパ（チベット文字：འགྲོ་མགོན་ཆོས་རྒྱལ་འཕགས་པ་; ワイリー方式：Gro mgon Chos rgyal 'Phags pa、1235年3月26日 - 1280年12月15日）は、チベット仏教サキャ派（赤帽派）の座主。元朝の初代皇帝のクビライに招請された帝師。モンゴル語化したパスパの名前で表記されることも多く、漢語史料では八思巴、発思八、抜合思巴とも表記される。本名はロドゥ・ギェンツェン（bLo gros rgyal mtshan）であり、幼年期に利発さを示したため、「聖者」を意味するパクパの名前で呼ばれた。
チベットの有力氏族の一つであるコン氏の出身であり、ソナム・ギェンツェンを父に持つ。先代の座主サキャ・パンディタの甥にあたる。

## 生涯

### 文字の発明まで
宋端平2年3月26日（1235年3月6日）にサキャの地で生まれる。
宋淳祐4年（1244年）にモンゴル帝国との交渉に赴くサキャ・パンディタに伴われて同母弟のチャクナ・ドルジェと共にサキャを発ち、宋淳祐6年（1246年）に涼州に到着、オゴデイ・カアンの王子コデンに面会した。叔父の死後はコデン王家の当主モンゲドゥの宮廷に留まり、憲宗3年（1253年）に雲南遠征の途上にあったモンゴル帝国の王族クビライに招待されて六盤山に赴き、クビライの待僧となる。クビライは改宗こそしなかったものの、チベットと中国の間に「施主と説法師（ユン・チュー）」の関係が成立した。この時にパクパはクビライに灌頂を授け、クビライよりチベット130,000万戸の支配権を与えられたと言われ、チベットにおけるサキャ派の地位を確立した。
中統元年（1260年）にクビライがモンゴル帝国のカアンに即位した後、中統2年（1261年）にモンゴルの国師に任じられる。チベットはクビライの支配下の元で州と県に分割され、各地区を統治する知事は国師であるパクパの権威に服した。パクパはチベット以外に旧西夏領の行政権、モンゴル帝国全体の仏教行政権を委ねられ、チベット仏教界の他に中国仏教界に対しての指導権がパクパに与えられた。同時に、徴税と労役における僧侶の特権を獲得する。
クビライが即位した当時のモンゴルに独自の文字は無く、モンゴル語を音写するに当たっては漢字やウイグル文字が用いられていた。遼や金を初めとする他の国家は独自の文字を持っていたため、クビライはパクパにモンゴル独自の文字の作成を命じた。パクパはサキャ・パンディタが作成していた字母を元にしてパスパ文字を完成させ、至元6年2月13日（1269年3月17日）にパスパ文字を国字とする詔が公布された。パスパ文字発明とクビライの権威の強化のため、1270年にパクパはクビライより帝師と大宝法王の称号を授けられた。

### 帝師就任後
パクパは即位したクビライを転輪聖王に擬して帝権の強化を図り、様々な方策を実施する。大都の正門である崇天門には金輪が掲げられ、クビライの玉座の上に白傘蓋仏を象徴する白傘を置いた。そして、至元7年（1270年）より毎年2月8日から1週間、大都では白傘蓋の仏事という大法会が行われることになる。帝師に任命された後一度チベットに帰国するが再び大都に帰朝し、皇太子チンキムのために『彰所知論』を著し、サキャ派の教義を説いた。
至元11年3月16日（1274年4月24日）に帝師の地位を異母弟のリンチェンに譲り、慰留を振り切って帰国の途に就く。当時パクパはサキャのポンチェン（プンチェン）職クンガ・サンポと対立しており、クビライの七男のアウルクチの軍隊を伴って帰国していた（クンガ・サンポの乱）。至元12年（1275年）末にサキャ寺に到着し、チベット各地を巡遊した。至元14年（1277年）にチンキムの後援を受けてチュミクで大法会を開き、以降のパクパはサキャ寺に籠ることが多くなる。至元17年11月22日（1280年12月15日）にパクパは生誕地のサキャで没する。
彼の死後、クンガ・サンポがパクパを毒殺したと告発され、元軍によって処刑された。クンガ・サンポが処刑された後、至元18年（1281年）にパクパの甥のダルマパーラが帝師とサキャ派の長の地位に就いた。この後元朝の帝師の地位は、サキャ派と周辺の人間によって独占されることになる。
英宗シデバラの時期には各地にパクパを祀る帝師殿が建てられ、泰定帝イェスン・テムルの時期にはパクパを描いた画を基にした朔像が作られた。パクパを祀る元朝の方針について、彼を色目人の中心的人物として起用しただけでなく、孔子に替わる立場に置こうとしたという見方も存在する。

## 文化事績
著作にアビダルマの教義について記した『彰所知論』（Shes bya rab gsal）があり、シェーラブ・パル（Shes rab dpal、沙囉巴）による漢訳の他にチベット語原典が存在する。他に、タントラの注釈書を執筆したことが挙げられる。
また、パクパは中国を訪れた際、チベットに亡命していたネパールの王子アニゴを同行させた。アニゴを通して北インド・ネパールの工芸文化が中国に伝えられる。